# 李心地
李欣（?—?），湖北省漢陽府沔陽州人，清朝政治人物、同進士出身。
光緒十八年（1892年），参加光緒壬辰科殿試，登進士三甲131名。同年五月，以主事分部学习。